# Music Forest
『Music Forest』（ミュージック・フォレスト）は、2010年11月10日から2013年3月13日まで群馬テレビで放送されていた音楽番組である。制作担当はヴィジョンファクトリー（現・ライジングプロダクション）。
月に1回のペースで放送されていた番組で、イオンモール高崎またはイオンモール太田での公開収録を行っていた。ゲストには、群馬県出身もしくは群馬県を拠点に活動しているミュージシャンを迎えていた。

## 放送時間
いずれも日本標準時。
- 本放送：第2水曜 22:00 - 22:30
- 再放送：第3水曜 22:00 - 22:30

## 司会
括弧内の肩書きは、番組放送当時のものを記載。
- テリー・リー・スミス（映画監督） - 放送1年目に出演。初回のみ本名の清水宣之名義で出演した[1]。
- 高橋まこと（ミュージシャン） - テリーに替わって2年目から出演[2]。
- 福田友理子（群馬テレビアナウンサー）[1][2]